# Semmy Schilt
Semmy Schilt, även känd som Sem Schilt, född 27 oktober 1973 i Rotterdam, är en professionell nederländsk kickboxare, mixed martial arts-artist, Ashihara karate-utövare och fyra gånger (tre gånger i följd) K-1 World GP-mästare. Han är 211 cm lång.

## Fotnoter
1. ↑  Česko-Slovenská filmová databáze, 2001, ČSFD person-ID: 424066.[källa från Wikidata]